# Bootleg Series Volume 1: The Quine Tapes
Bootleg Series Volume 1: The Quine Tapes je koncertní trojalbum skupiny The Velvet Underground. Album vyšlo 16. října 2001. Nahrávky pocházejí z května, listopadu a prosince 1969, kdy byli nahrány na různých místech USA.

## Seznam skladeb
| Disk 1 | Disk 1                  | Disk 1                        | Disk 1            | Disk 1 |
| Pořadí | Název                   | Autor                         | Nahráno           | Délka  |
| ------ | ----------------------- | ----------------------------- | ----------------- | ------ |
| 1.     | I'm Waiting for the Man | Reed                          | 8. listopadu 1969 | 7:46   |
| 2.     | It's Just Too Much      | Reed                          | 8. listopadu 1969 | 4:08   |
| 3.     | What Goes On            | Reed                          | 8. listopadu 1969 | 8:25   |
| 4.     | I' Can't Stand It       | Reed                          | 8. listopadu 1969 | 6:20   |
| 5.     | Some Kinda Love         | Reed                          | 8. listopadu 1969 | 4:48   |
| 6.     | Foggy Notion            | Morrison, Yule, Tucker, Weiss | 8. listopadu 1969 | 4:41   |
| 7.     | Femme Fatale            | Reed                          | 7. listopadu 1969 | 3:14   |
| 8.     | After Hours             | Reed                          | 8. listopadu 1969 | 3:05   |
| 9.     | I'm Sticking with You   | Reed                          | 8. listopadu 1969 | 2:48   |
| 10.    | Sunday Morning          | Reed, Cale                    | 9. listopadu 1969 | 2:56   |
| 11.    | Sister Ray              | Reed, Cale, Morrison, Tucker  | 7. listopadu 1969 | 24:03  |

| Disk 2 | Disk 2                 | Disk 2                       | Disk 2             | Disk 2 |
| Pořadí | Název                  | Autor                        | Nahráno            | Délka  |
| ------ | ---------------------- | ---------------------------- | ------------------ | ------ |
| 1.     | Follow the Leader      | Reed                         | 27. listopadu 1969 | 17:05  |
| 2.     | White Light/White Heat | Reed                         | 1. prosince 1969   | 10:03  |
| 3.     | Venus in Furs          | Reed                         | 1. prosince 1969   | 5:14   |
| 4.     | Heroin                 | Reed                         | 23. listopadu 1969 | 8:11   |
| 5.     | Sister Ray             | Reed, Cale, Morrison, Tucker | 3. prosince 1969   | 38:00  |

| Disk 3         | Disk 3                       | Disk 3                                                       | Disk 3             | Disk 3 |
| Pořadí         | Název                        | Autor                                                        | Nahráno            | Délka  |
| -------------- | ---------------------------- | ------------------------------------------------------------ | ------------------ | ------ |
| 1.             | Rock & Roll                  | Reed                                                         | 25. listopadu 1969 | 6:49   |
| 2.             | New Age                      | Reed                                                         | 24. listopadu 1969 | 11:21  |
| 3.             | Over You                     | Reed                                                         | 25. listopadu 1969 | 2:41   |
| 4.             | The Black Angel's Death Song | Reed, Cale                                                   | 23. listopadu 1969 | 5:54   |
| 5.             | I'm Waiting for the Man      | Reed                                                         | 27. listopadu 1969 | 11:37  |
| 6.             | Ride into the Sun            | Reed                                                         | 24. listopadu 1969 | 11:11  |
| 7.             | Sister Ray“ / „Foggy Notion  | Reed, Cale, Morrison, Tucker / Morrison, Yule, Tucker, Weiss | 11. května 1969    | 28:43  |
| Celková délka: | Celková délka:               | Celková délka:                                               | Celková délka:     | 230:03 |

## Obsazení
- Lou Reed – zpěv, rytmická kytara, sólová kytara
- Sterling Morrison – rytmická kytara, sólová kytara, doprovodný zpěv
- Maureen Tuckerová – perkuse, zpěv v „After Hours“ a „I'm Sticking with You“
- Doug Yule – baskytara, varhany, doprovodný zpěv, zpěv v „Ride into the Sun“